# За годинниковою стрілкою і проти годинникової стрілки

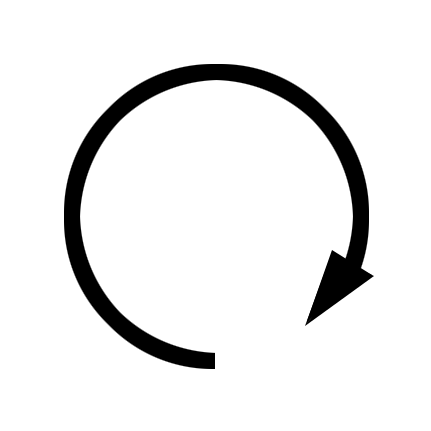
Направо або «за годинниковою стрілкою»

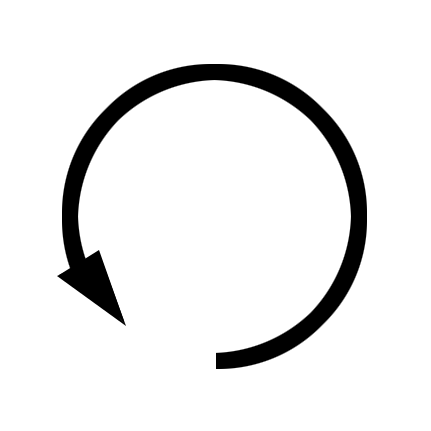
Наліво або «проти годинникової стрілки»

 За годинниковою стрілкою і проти годинникової стрілки — позначення спостережуваного напрямку обертання шляхом порівняння з напрямком обертання годинникової стрілки, який, в свою чергу, збігається з напрямком руху тіні горизонтального сонячного годинника (розташованого в північній півкулі Землі) і самого сонця по небу (в північній півкулі). У той же час існує механічний годинник із зворотним напрямком ходу стрілок. Подібний годинник з давньоєврейськими цифрами зустрічався в єврейському середовищі, наприклад, годинник на вежі Старонової синагоги у Празі або кишеньковий годинник марки «Молнія», які випускалися в СРСР; зараз такі годинники в основному використовуються як сувеніри, часто під назвою «антигодинник».
Обертання, при якому верхній для спостерігача край обертового предмета рухається направо (а нижній наліво), називається обертанням за годинниковою стрілкою. Обертання, при якому верхній край тіла рухається наліво, називається обертанням проти годинникової стрілки.
Оскільки обертання керма або штурвалу транспортного засобу за і проти годинникової стрілки призводять до поворотів, відповідно, направо і наліво, то часто так і говорять: повернути кермо направо або наліво.
Обертання за годинниковою стрілкою перетворюється в обертання проти, якщо поглянути на тіло з протилежного боку.
Гвинт з правою різьбою загвинчується за допомогою обертання за годинниковою стрілкою, з лівою різьбою — проти годинникової стрілки.
Термінологія «за годинниковою стрілкою» і «проти годинникової стрілки» використовується у визначенні векторного добутку.
В полярній системі координат"Проти годинникової стрілки" вважається додатнім, а «за годинниковою стрілкою» — від'ємним кутом від полярної осі.